# Jubicë
Jubicë (albanska: Jubicë med böjningsformen Jubica) är en ort i Albanien.   Den ligger i prefekturen Qarku i Shkodrës, i den norra delen av landet, 110 km norr om huvudstaden Tirana. Jubicë ligger 22 meter över havet och antalet invånare är 572.
Terrängen runt Jubicë är platt åt sydväst, men åt nordost är den kuperad.  
Runt Jubicë är det ganska tätbefolkat, med 96 invånare per kvadratkilometer.